# Stigmella styracicolella
Stigmella styracicolella là một loài bướm đêm thuộc họ Nepticulidae. Loài này có ở Rhodes và in Cận Đông.
Ấu trùng ăn Styrax officinalis. Chúng ăn lá nơi chúng làm tổ. 